# Рудня-Калиновка
Рудня-Калиновка (укр. Рудня-Калинівка) — село на Украине, основано в 1634 году, находится в Малинском районе Житомирской области. Расположено на реке Каменка.
Код КОАТУУ — 1823484602. Население по переписи 2001 года составляет 44 человека. Почтовый индекс — 11612. Телефонный код — 4133. Занимает площадь 1 км².

## Адрес местного совета
11600, Житомирская область, Малинский р-н, с. Ксаверов